# Alopecosa xilinensis
Alopecosa xilinensis är en spindelart som beskrevs av Peng et al. 1997. Alopecosa xilinensis ingår i släktet Alopecosa och familjen vargspindlar. Inga underarter finns listade i Catalogue of Life.